# Andrija Filipović
Andrija Filipović (Fiume, 18 aprile 1997) è un calciatore croato, attaccante del PT Prachuap.

## Caratteristiche tecniche
Attaccante di piede mancino veloce e molto duttile, forte fisicamente e dotato tecnicamente, abile nei calci da fermo, per le sue caratteristiche è stato paragonato a Mario Mandžukić, anche se lo stesso Filipović ha dichiarato di ispirarsi ad Andrej Kramarić.

## Carriera
Cresciuto nel settore giovanile del Rijeka, il 2 febbraio 2015 si trasferisce in prestito con diritto di riscatto alla Juventus, che lo inserisce nella formazione Primavera. Nell’estate successiva si trasferisce allo Spezia, con cui si mette in mostra nel Torneo di Viareggio.
Il 1º settembre 2016 firma un biennale con il Siena, svincolandosi però dal club toscano nel successivo mese di dicembre senza aver collezionato neanche una presenza. Il 16 febbraio 2017 viene tesserato dal Gorica, con cui firma un contratto di tre anni e mezzo.
Il 26 giugno 2019, dopo la retrocessione del club sloveno, viene ceduto al NAC Breda; il 31 gennaio 2020, dopo 17 presenze totali, lascia la squadra olandese e si trasferisce al NŠ Mura, firmando fino al 2022.

## Statistiche

### Presenze e reti nei club
Statistiche aggiornate al 14 febbraio 2021.
| Stagione        | Squadra         | Campionato      | Campionato | Campionato | Coppe nazionali | Coppe nazionali | Coppe nazionali | Coppe continentali | Coppe continentali | Coppe continentali | Altre coppe | Altre coppe | Altre coppe | Totale | Totale |
| Stagione        | Squadra         | Comp            | Pres       | Reti       | Comp            | Pres            | Reti            | Comp               | Pres               | Reti               | Comp        | Pres        | Reti        | Pres   | Reti   |
| --------------- | --------------- | --------------- | ---------- | ---------- | --------------- | --------------- | --------------- | ------------------ | ------------------ | ------------------ | ----------- | ----------- | ----------- | ------ | ------ |
| 2016-gen. 2017  | Siena           | LP              | 0          | 0          | CI-LP           | 0               | 0               | -                  | -                  | -                  | -           | -           | -           | 0      | 0      |
| feb.-giu. 2017  | Gorica          | 1. SNL          | 14         | 2          | CS              | -               | -               | UEL                | -                  | -                  | -           | -           | -           | 14     | 2      |
| 2017-2018       | Gorica          | 1. SNL          | 20         | 1          | CS              | 1               | 0               | UEL                | 4                  | 0                  | -           | -           | -           | 25     | 1      |
| 2018-2019       | Gorica          | 1. SNL          | 28+2       | 8          | CS              | 4               | 1               | -                  | -                  | -                  | -           | -           | -           | 34     | 9      |
| Totale Gorica   | Totale Gorica   | Totale Gorica   | 62+2       | 11         |                 | 5               | 1               |                    | 4                  | 0                  |             | -           | -           | 73     | 12     |
| 2019-gen. 2020  | NAC Breda       | ED              | 15         | 1          | CO              | 2               | 0               | -                  | -                  | -                  | -           | -           | -           | 17     | 1      |
| gen.-giu. 2020  | NŠ Mura         | 1. SNL          | 8          | 0          | CS              | 0               | 0               | -                  | -                  | -                  | -           | -           | -           | 8      | 9      |
| 2020-2021       | NŠ Mura         | 1. SNL          | 19         | 4          | CS              | 1               | 0               | UEL                | 3                  | 0                  | -           | -           | -           | 23     | 4      |
| Totale NŠ Mura  | Totale NŠ Mura  | Totale NŠ Mura  | 27         | 4          |                 | 1               | 0               |                    | 3                  | 0                  |             | -           | -           | 31     | 4      |
| Totale carriera | Totale carriera | Totale carriera | 104+2      | 16         |                 | 8               | 1               |                    | 7                  | 0                  |             | -           | -           | 121    | 17     |

## Palmarès

### Club

#### Competizioni nazionali
- Coppa di Slovenia: 1

NŠ Mura: 2019-2020
- Campionato sloveno: 1

NŠ Mura: 2020-2021